# Ralstonia insidiosa
Ralstonia insidiosa là một loại vi khuẩn trong môi trường gram âm.

## Liên kết ngoại
- Loại chủng Ralstonia insidiosa tại Bac Dive - Cơ sở dữ liệu đa dạng vi khuẩn